# 23166 Білал
23166 Білал (23166 Bilal) — астероїд головного поясу, відкритий 7 квітня 2000 року.
Тіссеранів параметр щодо Юпітера — 3,306.